# NGC 591
NGC 591 je čočková galaxie v souhvězdí Andromedy. Její zdánlivá jasnost je 13m a úhlová velikost 1,3′ × 1,1′. Je vzdálená 210 milionů světelných let, průměr má 80 000 světelných let. Galaxii objevil 10. října 1866 Američan Truman Henry Safford.